# Мюнхенска почетна културна награда
„Мюнхенската почетна културна награда“ (на немски: Kultureller Ehrenpreis der Landeshauptstadt München) се присъжда ежегодно от град Мюнхен след 1958 г.
С отличието се удостояват „лица с международно признание, чиито художествени, културни или научни постижения са тясно свързани с Мюнхен като място на техния произход или тяхното творчество“.
Паричната премия на наградата е на стойност 10 000 €.

## Носители на наградата
- Вернер Хайзенберг (1958)
- Бруно Валтер (1959)
- Мартин Бубер (1960)
- Лудвиг Мис ван дер Рое (1963)
- Анна Фройд (1964)
- Карл Орф (1965)
- Микеланджело Антониони (1968)
- Ерих Кестнер (1970)
- Александер Мичерлих (1973)
- Карлос Клайбер (1978)
- Голо Ман (1980)
- Волфганг Кьопен (1982)
- Александер Клуге (1986)
- Ханс Магнус Енценсбергер (1994)
- Ханс Вернер Хенце (1995)
- Михаел Крюгер (2000)
- Ане-Софи Мутер (2001)
- Танкред Дорст (2005)
- Дитрих Фишер-Дискау (2008)
- Юрген Хабермас (2012)
- Уве Тим (2013)
- Вернер Херцог (2014)
- Херлинде Кьолбъл (2015)
- Клаус Долдингер (2016)
- Гюнтер Рорбах (2017)
- Анте Кунстман (2018)
- Герхард Полт (2019)
- Хана Шигула (2020)
- Ингфилд Гьоц (2021)